# イングリット・クリステンセン海岸
イングリット・クリステンセン海岸（Ingrid_Christensen_Coast）は、東経72度33分のジェニングス岬から東経81度24分の西棚氷の西端までの間にある南極大陸の海岸の一部である。
プリンセス・エリザベス・ランドの西半分、アメリー棚氷のすぐ東に位置する。 

## 歴史
1935年2月20日、ノルウェーの捕鯨王ラース・クリステンセンが所有するトールスハウン号で、クラリウス・ミケルセン船長が海岸を発見し、ヴェストフォール丘陵に上陸した。
この船は、夫と共に南極海を航海し、南極を訪れた最初の女性の一人であるラースの妻、イングリッド・クリステンセンにちなんで名づけられた。
この海岸の南西部は、1947年3月、アメリカ海軍のハイジャンプ作戦によって発見され、空から撮影された。